# ICE 1
ICE 1は、ドイツ鉄道が運行する高速列車ICEの第一世代車両である。1991年6月より営業運転を開始した。

## 概要
両端に動力車を配し、その間に付随客車を組成する準動力集中方式を採用する。1985年登場の試作車ICE（InterCityExpreimental、量産車登場後ICE Vと改称）により各種試験が行われ、1988年5月1日には当時の世界最高速度記録となる406.9km/hを樹立している。量産車となるICE（Intercity-Express）は1989年から1994年の間に60編成が製造され、1991年6月よりハンブルク - ミュンヘン間で営業運転を開始した。
車両形式は編成両端の動力車が401形、中間付随車は一等車の801形、二等車の802形、サービスカーの803形、食堂車「ボードレストラン」の804形で構成される。

## 仕様
最高速度は高速新線で280km/h、在来線で200km/hとなる。編成中の付随車は10両から14両を組み、付随車12両の場合の編成長は358mとなる。編成は1等車が3両から4両、食堂車が1両、2等車が6両から7両である。1等車は2+1列の中央通路の開放客室と5人用コンパートメント3室、2等車は2+2列の中央通路の開放客室と6人用コンパートメント4室が設置された。食堂車はボードレストラン（Bord Restaurant）と呼ばれ、中央に厨房、片側に24席のテーブル席、反対側にソファを置いたラウンジを設けている。
客車の車両長さは26.4m、幅は最大3,020mmとなっている。車輪は一体圧延車輪を使用していたが、乗り心地と振動の問題解決を目的に弾性車輪へ交換されていた。しかし1998年のエシェデ事故の原因が弾性車輪の破損であると判明したため、ICE 1の車輪は一体圧延車輪に戻された。
動力車の電気機器は120形電気機関車をベースにしたものとなっている。制御方式はインバータ制御方式で、定格出力1,200kWの三相交流誘導電動機を1両につき4個搭載する。
電気方式は交流15kV 16.7Hzに対応しており、ドイツ国内に加えてスイスやオーストリアでの運転も可能となっている。
登場から約15年が経過した2005年より客車の改装工事が実施され、座席の取替、定員増加、編成内容の変更などが行われている。

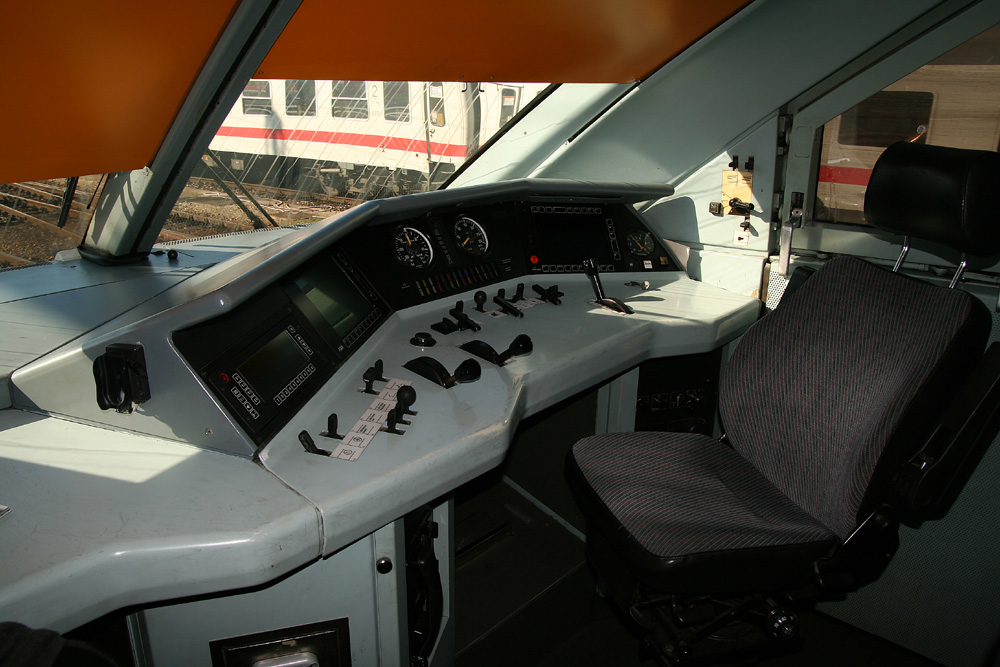
運転席
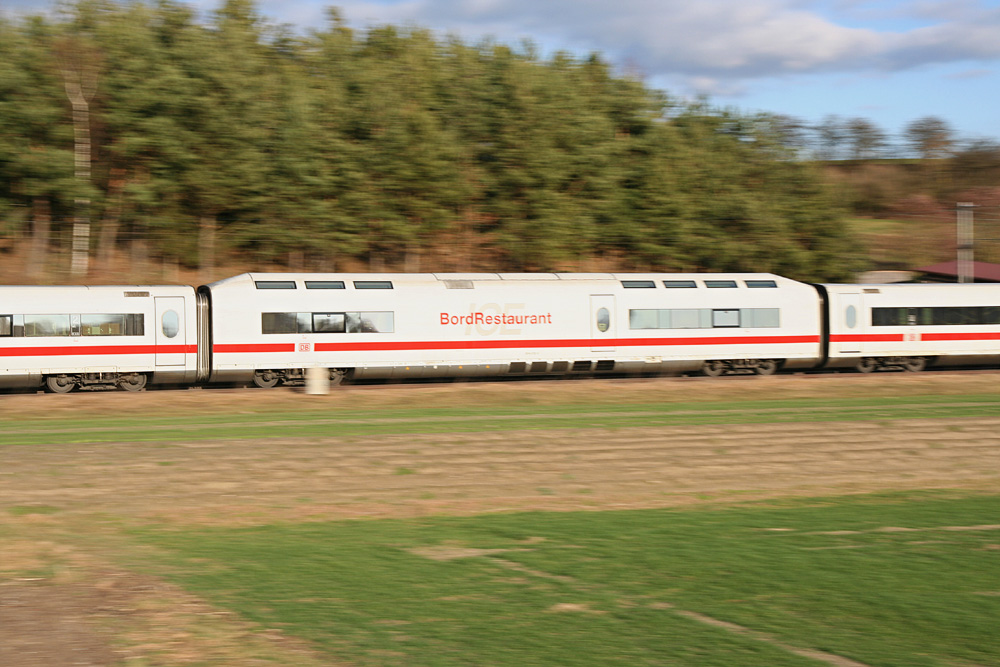
高屋根の食堂車。向かって左側の2等車と右側の1等車に挟まれている
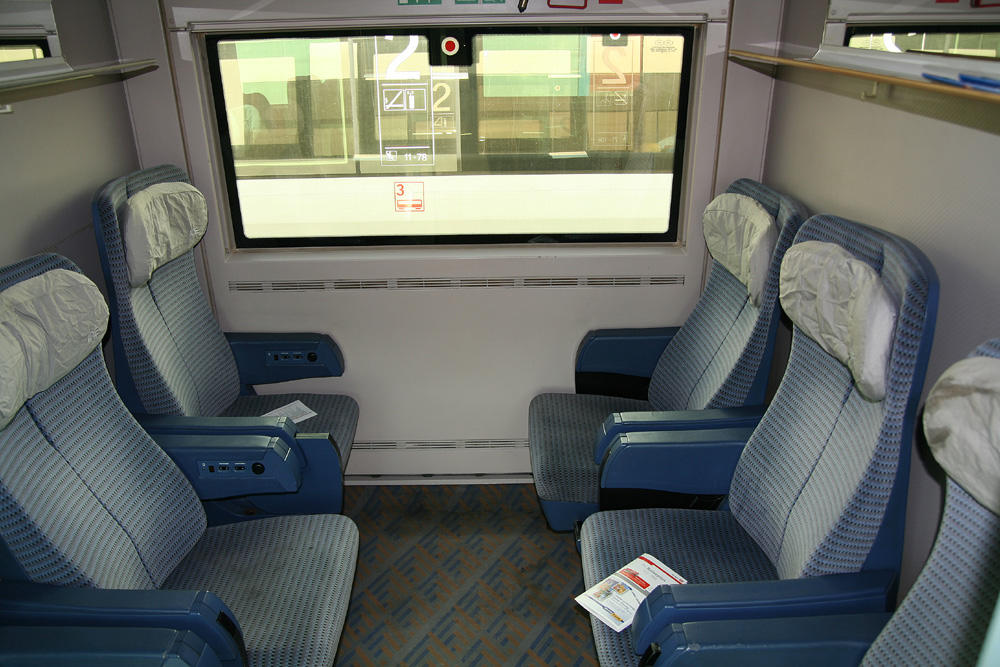
2等コンパートメント（区分室）